# Ионин, Иван Дмитриевич
Ива́н Дми́триевич Ио́нин (28 января 1895, Рязанцево, Калужская губерния — 3 марта 1945, Москва) — деятель советской медицинской науки, инфекционист, главный эпидемиолог и инфекционист Красной Армии, генерал-майор медицинской службы, профессор, педагог.

## Биография
Генерал-майор медицинской службы Иван Дмитриевич Ионин родился 28 января 1895 года в с. Рязанцево (ныне — Мещовского района Калужской области) в семье крестьян-бедняков. Начальное образование получил в сельском двухклассном училище родного с. Рязанцево.
В 1914 г. закончил учительскую семинарию и начал учительствовать в 19 лет в сельской школе с. Щелканово Калужской губернии. В 1920 г. поступил учиться в 1-й Ленинградский медицинский институт и по его окончании оставлен для усовершенствования при клинике инфекционных болезней этого института, где проработал до 1928 г. В 1931 г. получил звание профессора и степень доктора медицинских наук.
С 1935 по 1941 гг. И. Д. Ионин — профессор Сталинского медицинского института; в 1935 г. организовал в институте кафедру инфекционных болезней. В 1937—1938 годах — ректор Сталинского медицинского института.
В марте 1938 г. ему присвоено воинское звание военврача 2-го ранга, а в 1940 г. — звание Заслуженного врача Республики. Член ВКП(б) с 1941 года.
В 1941—1945 гг. трудился заведующим кафедрой инфекционных болезней 2-го Московского государственного медицинского института. Одновременно в годы войны был главным эпидемиологом и инфекционистом РККА. 25 мая 1944 года присвоено звание генерал-майора медицинской службы.
Вел большую общественную работу. Избирался депутатом Верховного Совета УССР первого созыва.
Умер от болезни. Похоронен на Введенском кладбище в Москве (2 уч.).

## Научная деятельность
Продолжая большую педагогическую и научную работу на кафедре, занимаясь подготовкой слушателей военного факультета, во главе коллектива преподавателей института, часто находился на фронтах Великой Отечественной войны. Благодаря большому объёму работы, проделанной главным эпидемиологом и инфекционистом Красной армии И. Д. Иониным, были достигнуты значительные успехи в устранении опасности авитаминозов, резком сокращении алиментарных заболеваний в воинских частях, сохранении эпидемического благополучия войск и гражданского населения, в борьбе с заболеваемостью кишечными инфекциями и брюшным тифом.
Были достигнуты серьёзные успехи в лечении инфекционных больных. Впервые в истории широкомасштабных войн инфекционных больных не эвакуировали с театров военных действий в тыл страны, а лечили на месте. В результате предупреждалось распространение инфекционных заболеваний из тыла в действующую армию.

### Избранные научные труды
Автор более 30 научных работ, в том числе:
- «Справочник по инфекционным болезням» под редакцией и при участии И. Д. Ионина (1942, 1944)
- «Холера и её профилактика» (1943)

## Награды и звания
- Орден Красной Звезды (18.09.1943)
- Орден Отечественной войны 1-й степени (03.08.1944)
- медали СССР.
- Заслуженный деятель науки РСФСР